# Mù Sang
Mù Sang là một xã thuộc huyện Phong Thổ, tỉnh Lai Châu, Việt Nam.
Xã Mù Sang có diện tích 34,28 km², dân số năm 1999 là 1629 người, mật độ dân số đạt 48 người/km².
Phía tây bắc Mù Sang là biên giới Việt Nam - Trung Quốc, tiếp giáp trấn Kim Hà (金河) huyện Kim Bình châu Hồng Hà tỉnh Vân Nam, Trung Quốc.
Phía bắc Mù Sang là xã Vàng Ma Chải, phía đông là xã Dào San, phía đông nam tiếp giáp xã Hoang Thèn, phía tây nam giáp xã Ma Li Pho, đều là các xã của huyện Phong Thổ.